# ГЕС Така
ГЕС Така (踏卡水电站) — гідроелектростанція у центральній частині Китаю в провінції Сичуань. Знаходячись після ГЕС Xiékǎ, становить нижній ступінь каскаду на річці Такахе, лівій притоці Jiǔlónghé, яка, своєю чергою, впадає ліворуч до Ялунцзян, великої лівої притоки Дзинші (верхня течія Янцзи).
У межах проєкту річку перекрили греблею висотою 18 метрів та довжиною 161 метр, яка утримує водойму з рівнем поверхні на позначці 2656 метрів НРМ. Зі сховища через правобережний гірський масив прокладено дериваційний тунель довжиною 16,4 км.
Основне обладнання станції становлять дві турбіни типу Френсіс потужністю по 55 МВт, які використовують напір у 441 метр та забезпечують виробництво 496 млн кВт·год електроенергії на рік.
Відпрацьована вода потрапляє назад до річки, на якій майже одразу розташована водозабірна споруда, котра забезпечує перекидання ресурсу в долину Jiǔlónghé у водосховище ГЕС Jiǔlónghé Shāpíng.